# Pachyhelea
Pachyhelea is een geslacht van stekende muggen uit de familie van de knutten (Ceratopogonidae).

## Soorten
- P. pachymerus (Williston, 1900)